# Fervensviridae
Fervensviridae ist eine vom International Committee on Taxonomy of Viruses (ICTV) im März 2023 neu eingerichtete Familie von Archaeenviren innerhalb der Klasse Caudoviricetes. Sie ist innerhalb dieser Klasse bisher ohne nähere Zuordnung (Stand 28. Februar 2024); mit diesem Stand umfasst die Familie monotypisch nur eine Gattung, Deepoceanvirus mit einer einzigen Art (Spezies) Deepoceanvirus guaymasense (Referenzstamm Methanocaldococcus fervens tailed virus 1, kurz: MFTV1).
Es ist das erste beschriebene Virus der Klasse Caudoviricetes (d. h. mit Kopf-Schwanz-Morphologie), das hyperthermophile Archaeen infiziert (Archaeenvirus). Sein Habitat sind Tiefsee-Hydrothermalquellen.

## Beschreibung
Methanocaldococcus fervens tailed virus 1 (MFTV1) wurde ursprünglich als Provirus im Genom des Archaeen-Stamms AG 86T der hyperthermophilen Art Methanocaldococcus fervens aus der Ordnung Methanococcales (Euryarchaeota) entdeckt. Dieser Stamm wurde im Guaymas-Becken im Golf von Kalifornien in einer Tiefe von ~2.000 m isoliert. Das Provirus wurde anschließend induziert, d. h. dazu gebracht, Viruspartikel (Virionen) zu erzeugen.

## Morphologie
Die MFTV1-Virionen zeigen eine Morphologie mit ikosaedrischem Kopf (Durchmesser 50 nm) und einem langen, nicht kontraktilem flexiblen Schwanz (Länge 150 nm), was sie als Mitglieder der Klasse Caudoviricetes vom Morphotyp der Siphoviren aufweist.
Ihr Kopf-Schwanz-Aufbau und Archaeen-Wirt klassifizieren die Fervensviridae nicht-taxonomisch zudem als arTVs (archaeal tailed viruses).
Wie Thiroux et al. in ihrer Studie 2021 bemerkten, überstanden die Virionen interessanterweise bei dem von ihnen vorgenommenen Reinigungsprozess und bei allen nachfolgenden Experimenten, dass sie Sauerstoff und einem breiten Temperaturbereich (von 4 bis 80 °C) ausgesetzt waren – dies hatte offensichtlich keine negativen Auswirkungen auf ihre Stabilität und Infektiosität.

## Replikationszyklus
Am Replikationszyklus von MFTV1 ist bemerkenswert, dass die Virionen (Viruspartikel) kontinuierlich freigesetzt werden, ohne dass es zu einem plötzlichen Rückgang des Wirtswachstums kommt (lysogener Zyklus, im Gegensatz zum lytischen Zyklus).

### Genom
Das Genom von MFTV1 ist ein lineares dsDNA-Molekül mit einer Länge von 31.202 bp; es enthält 44 offene Leserahmen (open reading frames, ORFs).
Das Hauptkapsidprotein (MCP) von MFTV1 ist homolog zu den HK97-ähnlichen MCPs, die in allen Mitgliedern der Caudoviricetes (gleich ob Bakterien- oder Archaeenviren) und auch der Herpesvirales konserviert sind.
Es kodiert eine Integrase, damit sich MFTV1 als Provirus ins Genom seines Wirts integrieren kann (Temperenz).
Von diesem und der großen Untereinheit der Integrase und der Terminase abgesehen zeigte MFTV1 weder auf Nukleotid - noch auf Proteinebene eine nennenswerte Ähnlichkeit mit anderen sequenzierten echten (infektiösen) Viren auf.
Allerdings waren zu diesem Zeitpunkt sehr wohl verwandte Proviren in den Genomen von Archaeen der Gattungen Methanocaldococcus und Methanococcus (beide in der Ordnung Methanococcales) beschrieben wurden.
Nach den Erkenntnissen von Thiroux et al. (2021) scheint das Plasmid pMEFER01 des Wirtsstamms M. fervens AG 86T das Virus MFTV1 für seine Strategie zur horizontalen Verbreitung in hyperthermophilen Methanogenen zu nutzen.
Dies veranschaulicht die bemerkenswerten Möglichkeiten der horizontalen Ausbreitung mobiler genetischer Elemente in abyssalen Ökosystemen bei hohen Temperaturen
und könnte so ein neues Verständnis darüber eröffnen, wie das abyssale Mobilom mit hyperthermophilen marinen Archaeen interagiert.

## Systematik
Die Systematik der Fervensviridae gemäß International Committee on Taxonomy of Viruses (ICTV) – mit Ergänzungen nach der Taxonomie des National Center for Biotechnology Information (NCBI) – ist wie folgt (Stand Mai/Juni 2024):

Familie Fervensviridae
- Gattung Deepoceanvirus
  - Spezies Deepoceanvirus guaymasense, mit
Methanocaldococcus fervens tailed virus 1 (MFTV1) 31.202 bp[2][3]

## Etymologie
- Der Name der Familie Fervensviridae leitet sich ab von lateinisch fervens ‚siedend‘, ‚kochend‘, gefolgt von der Endung ‚-viridae‘ für Virusfamilien. Die Bezeichnung bezieht sich auf die hohe Temperatur des hydrothermalen Schlots, aus dem das Provirus tragende Wirt isoliert wurde.[1][2]

- Der Gattungsname Deepoceanvirus ist benannt nach englisch deep ocean ‚Tiefsee‘. dem natürlichen Lebensraum der Wirtsspezies M. fervens.[2]
  - Das Art-Epitheton guaymasense ist die latinisierte (neulateinische) Bezeichnung für ‚vom Guaymas[-Becken]‘ oder ‚zum Guaymas[-Becken] gehörig‘. Das Guaymas-Becken ist die Region im Golf von Kalifornien, in der sich der hydrothermale Tiefseeschlot befindet, aus dem M. fervens isoliert wurde.[2]